# Бутират меди(II)
Бутират меди(II) — неорганическое соединение,
соль меди и масляной кислоты с формулой Cu(C3H7COO)2,

слабо растворяется в воде,
образует кристаллогидраты — тёмно-зелёные кристаллы.

## Физические свойства
Бутират меди(II) образует кристаллы.
Слабо растворяется в воде, растворяется в этаноле, диэтиловом эфире.
Образует кристаллогидраты состава Cu(C3H7COO)2•n H2O, где n = 1 и 2 — тёмно-зелёные кристаллы.